# Jessil
Jessil (kasachisch Есіл; russisch Есиль) ist eine Stadt in Kasachstan. Sie ist das Zentrum des Bezirkes Jessil des Gebietes Aqmola. Bis 1997 gehörte Jessil der Oblast Turgai an.

## Geografische Lage
Die Stadt befindet sich im Gebiet Aqmola am rechten Ufer des in Kasachstan ebenfalls Jessil genannten Flusses Ischim.
Jessil liegt an der Südsibirischen Eisenbahn. Hier zweigt eine Strecke nach Arqalyq ab.

## Bevölkerung
Jessil hat 11.363 Einwohner (2023).

### Bevölkerungsentwicklung
| 1959   | 1970   | 1979   | 1989   | 1991   | 1999   | 2004   | 2005   | 2006   | 2007   | 2008   | 2009   | 2010   | 2011   | 2012   | 2023   |
| ------ | ------ | ------ | ------ | ------ | ------ | ------ | ------ | ------ | ------ | ------ | ------ | ------ | ------ | ------ | ------ |
| 09.892 | 14.940 | 14.373 | 17.014 | 17.100 | 13.096 | 11.157 | 10.944 | 10.701 | 10.568 | 10.368 | 11.551 | 11.435 | 11.250 | 11.141 | 11.363 |

## Geschichte
1963 bekam Jessil die Stadtrechte verliehen.

## Persönlichkeiten
- iBlali, bürgerlich Viktor Roth, (* 29. Februar 1992), deutscher Webvideoproduzent auf YouTube.